# Драгоман на флота
Драгоман на флота (на османотурски език: tersâne terdjümân-ı; на гръцки: δραγουμάνος του στόλου) е старши драгоман в Османската империя, която длъжност се учредява за фанариотите непосредствено след мира в Карловац - от 1701 г. Драгоманът на флота е заместник на капудан пашата и има водеща роля в управлението на различните автономни общности на островите и бреговете на Егейско море, които са включени в Островния еялет.
Драгоманът на флота или по-точно на арсенала (флотския), подобно на другата длъжност Велик драгоман на Високата Порта, също е запазен за фанариотите. Всъщност постът често служи като трамплин към този на Великия Драгоман. 
И драгоманът на флота е трябвало да бъде опитен в „трите езика“ (elsine-и selase) - арабски, персийски и османски, които са често използвани в империята, като владее и редица чужди езици (обикновено френски и италиански), но неговата роля далеч надхвърля тази на обикновения драгоман. Задълженията му се свеждат до посредничество между султана и предимно гръцките жители на архипелага - събиране на харача; разрешаване на административни проблеми и пр. Постът включва и отговорности за корабостроенето и морските операции. 